# BeNe Supercup 2011

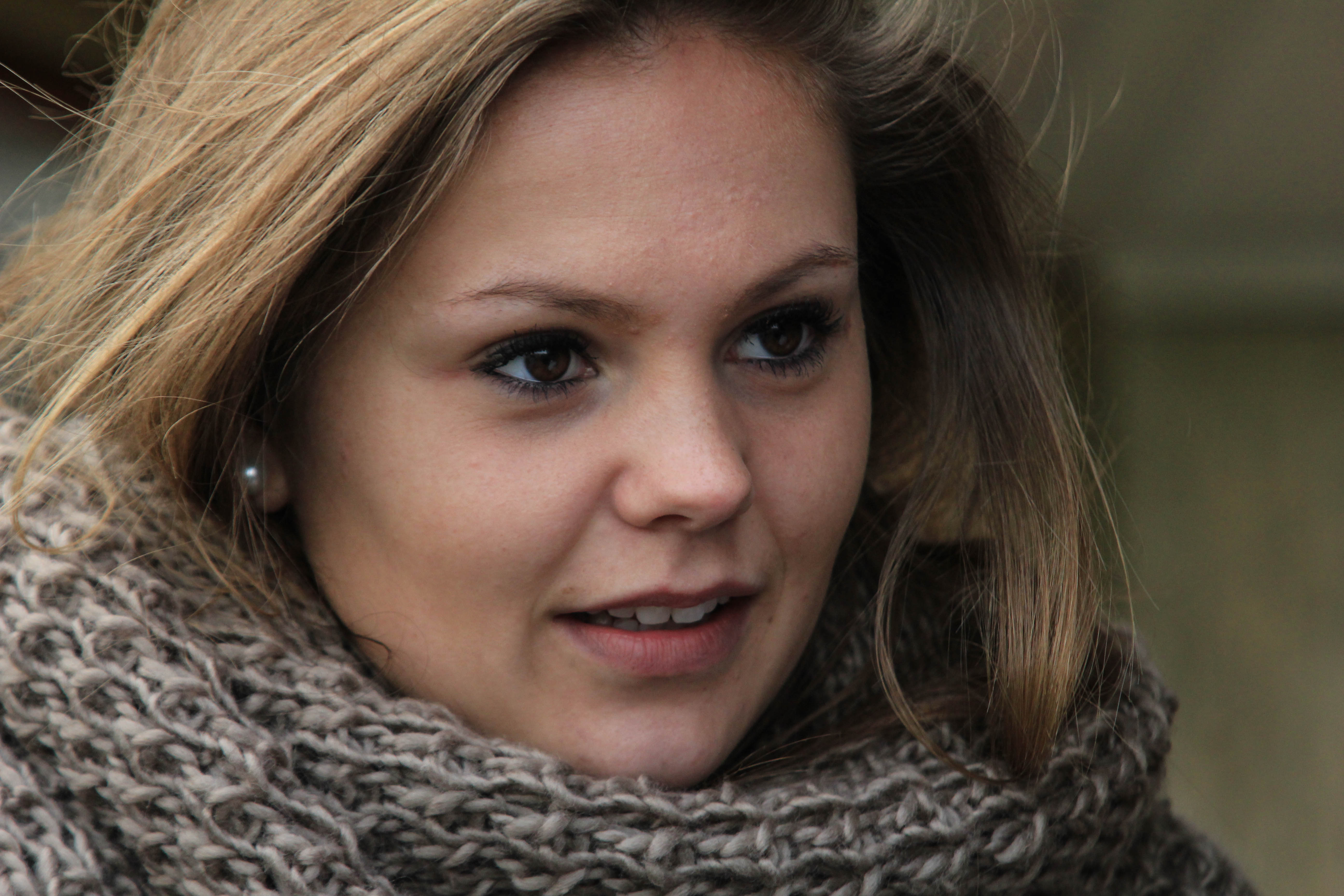
Lieke Martens scoorde tweemaal voor Standard.

De BeNe Supercup 2011 werd gespeeld op dinsdag 30 augustus 2011 in het Seacon Stadion - De Koel - te Venlo. Het was de eerste editie van de jaarlijkse voetbalwedstrijd, waarin de landskampioenen van België en Nederland het tegen elkaar opnemen. Voor het oog van 1.500 toeschouwers kwam het Belgische Standard in de eerste helft op een 0-2-voorsprong en liep in de tweede helft uit naar een 1-4-overwinning op het Nederlandse FC Twente door onder meer twee doelpunten van Lieke Martens. Het duel stond onder leiding van Sjoukje de Jong.

## Wedstrijdstatistieken
| FC Twente | 1 - 4           | Standard Fémina de Liège |
| Nick (Heuver) 55' | goals (assists) | 37' Zeler 46' Martens 68' Aga 70' Martens |
| John van Miert | coach           | Patrick Wachel |
| Sari van Veenendaal Maud Roetgering 56' Félicienne Minnaar Kirsten Bakker Lorca Van De Putte Ashley Nick Maayke Heuver Marloes Hulshof Shanice van de Sanden Anouk Dekker Marlous Pieëte | opstellingen    | Laura du Ry Julie Biesmans Imke Courtois Maud Coutereels Audrey Demoustier Vanity Lewerissa Riete Loos Lieke Martens Melanie Mignon Berit Stevens Aline Zeler |
| Ellen Jansen 56' | wissels         | Elke Meers Maria-Laura Aga Vanessa Licata |
| - | gele kaarten    | Meers |
| - | rode kaarten    | - |

2011 · 2012